# Viśa' Saṃbhava
Viśa' Saṃbhava (en jotanés, Viśa' Saṃbhava; en chino tradicional, 尉遲僧烏波; en chino simplificado, 尉迟僧乌波; pinyin, Yùchí Sēngwūbō; Wade-Giles, Yü-ch῾ih Sêng-wu-p῾o; su nombre chino 李聖天T, 李圣天S, Lǐ ShèngtiānP, Li Shêng-t῾ienW; ?－966/967) fue el rey de Jotán, gobernó entre 912 y 966 o 967. Adoptó Tongqing (同慶, tdl. ‘celebrar juntos’) como su nombre de era, siguiendo el modelo de los nombres de las eras chinas.
Se casó con la segunda hija de Cao Yijin, el primer gobernador del circuito de Guiyi de la familia Cao; tuvieron un hijo llamado Viśa' Śūra, que se convertiría en rey de Jotán después de la muerte de su padre. En otro acto de diplomacia matrimonial, Cao Yanlu, el nieto de Cao Yijin, se casó con la tercera hija de Saṃbhava.